# 白川義則
白川 義則（しらかわ よしのり、1869年1月24日（明治元年12月12日）- 1932年（昭和7年）5月26日）は、日本の陸軍軍人。最終階級は陸軍大将、栄典は従二位勲一等功二級男爵。
関東軍司令官・陸軍大臣を歴任する。上海派遣軍司令官であった1932年（昭和7年）4月29日、上海天長節爆弾事件において尹奉吉の投げた爆弾により重傷を負い、翌月に死去した。

## 生涯

### 生まれと陸軍軍人として
明治元年12月12日（1869年1月24日）、松山藩士・白川親応（上士・馬廻役）の三男として生まれた。松山中学に進んだが、学費が続かず中退し、愛媛県庁の給仕や代用教員といった職を転々とした。
1884年（明治17年）1月、陸軍教導団に入る。1886年（明治19年）1月、同団を卒業し、陸軍工兵二等軍曹となり、近衛工兵中隊に配属される。1887年（明治20年）12月に士官候補生となり歩兵に転科、歩兵第21連隊付を経て、1890年（明治23年）7月26日に陸軍士官学校を卒業（士官候補生（士候）1期）、 1890年（明治23年）7月29日の官報によると、陸軍士官学校第1期を歩兵科3番/103名で卒業。士候1期の同期生には参謀総長兼議定官の鈴木荘六大将、陸軍大臣・朝鮮総督の宇垣一成大将がいる。1891年（明治24年）3月26日、陸軍少尉に任官。1893年（明治26年）11月に陸軍大学校に入学するが、1894年（明治27年）7月に日清戦争勃発により中退し、同年8月に中尉に進級、同年11月から出征する。1895年（明治28年）7月に内地に帰還し、1896年（明治29年）2月に陸軍大学校に復校する。1898年（明治31年）2月に陸軍大尉に進み、同年12月に陸軍大学校（第12期）を卒業し、歩兵第21連隊中隊長となる。
1899年（明治32年）12月、陸軍士官学校教官に移る。1902年（明治35年）2月の近衛師団参謀の後、1903年（明治36年）6月に陸軍少佐に進級し、歩兵第21連隊大隊長となる。歩兵第21連隊大隊長として日露戦争に出征し、戦中の1905年（明治38年）3月に第13師団参謀に補される。同年9月に内地に帰還し、同年10月から陸軍省人事局で勤務する。1907年（明治40年）3月に中佐に進み、1909年（明治42年）12月の陸軍大佐進級と同時に歩兵第34連隊長に補される。
1911年（明治44年）6月に第11師団参謀長、1913年（大正2年）9月に中支那派遣隊司令官、1915年（大正4年）に陸軍少将に進級し、歩兵第9旅団長を経て、1916年（大正5年）8月に菊池慎之助の後任として陸軍省人事局長に就任する。1919年（大正8年）1月に陸軍中将に進級し陸軍士官学校長に就任、1921年（大正10年）3月には第11師団長に親補される。1922年（大正11年）8月に第1師団長に親補され、同年10月に山梨半造陸軍大臣の下で、陸軍次官に就任する。同年11月から航空局長官を兼任し、同時に勲一等旭日大綬章を受章する。翌年3月に同局長官に加え、航空本部長も兼任（航空部本部長は8月まで）。1923年（大正12年）10月に関東軍司令官に親補され、1925年（大正14年）3月には陸軍大将に親任される。1926年（大正15年）7月に軍事参議官に親補され、1927年（昭和2年）4月から田中義一内閣の陸軍大臣に親任される。大臣在任中の1928年（昭和3年）6月4日、張作霖爆殺事件が起こる。田中首相は昭和天皇に対し、同年12月24日「矢張関東軍参謀、そして河本大佐が単独の発意にて、其計画の下に少数の人員を使用して行いしもの」と河本大佐の犯行を認めた上で、関係者の処分を行う旨の上奏を行った。しかし田中はその後、陸軍ならびに閣僚・重臣らの強い反対にあった。白川は三回にわたって天皇に関東軍に大きな問題はない旨を上奏し、陸軍は軍法会議開廷を回避して行政処分で済ませるため、5月14日付で河本高級参謀を内地へ異動させたので、河本ら関係者の処分を断念。「この問題は有耶無耶に葬りたい」との上奏を行うこととなった。

### 上海事変と停戦調印
陸軍大臣を退任した白川は再び軍事参議官に親補され、1932年（昭和7年）1月18日に第一次上海事変が起こると、上海派遣軍司令官に親補されて出征する。同年2月25日の親補式において、白川は昭和天皇より「条約尊重、列国協調、速かに事件解決等」の付託を頂戴し、さらに
との御言葉を賜った。これを拝聴した白川は、はらはらと涙を流したという。白川はこの天皇の信頼に応え、同年3月3日に上海から十九路軍を一掃すると停戦命令を出し、参謀本部から追撃の指令を受けても、司令官の権限をもって停戦を断行した。スイスのジュネーブで行われていた国際連盟総会では、この白川の行動を評価する声が上がり、日本を危険視する国際社会の険悪な空気は好転した。陸軍は白川に対し激昂したが、天皇は「本当に白川はよくやった」と喜んだという。その後も、白川の果断な処置は続き、軍参謀や第一線指揮官の南京進撃論を退け、同年5月5日に停戦の正式調印を行なわれることが決定された。

### 上海天長節爆弾事件
1932年（昭和7年）4月29日、上海の虹口公園（現在の魯迅公園）で行われた天長節祝賀会の際に朝鮮人テロリスト尹奉吉が放った弁当箱爆弾により重傷を負う（上海天長節爆弾事件）。海軍軍楽隊の演奏で一同君が代を斉唱している最中の出来事だった。この事件では、他に上海日本人居留民団行政委員長で医師の河端貞次が死亡し、第9師団長植田謙吉中将・第3艦隊司令長官野村吉三郎海軍中将・在上海公使重光葵・在上海総領事村井倉松・上海日本人居留民団書記長友野盛が重傷を負っている。重光公使は右脚を失い、野村中将は隻眼となった。犯人の尹はその場で検挙され軍法会議を経て銃殺刑となるが、後年韓国政府は尹を独立運動の義士として勲章を贈っている。白川大将はテロ予防の為この会場への道中数度に亘り車のナンバープレートを交換していたと言う。また、全身に108ヶ所の傷を負いながらも、たじろぐことなく収拾の指揮に当たっていた、と現場に居合わせた軍医の宮村秀雄が証言している。
重傷の白川は手術を受け、一旦は小康を得るが、同年5月23日に容態が急変し危篤となる。日本国内では五・一五事件の騒ぎの中、昭和天皇は白川に対して、慰労の勅語を与えた。
その3日後の5月26日、死去。享年65（満63歳没）。第一次上海事変の功により勲一等旭日桐花大綬章並びに功二級金鵄勲章に叙され、男爵を追贈された。また昭和天皇より遺族に御製が下賜された。
その内容から陸軍は士気に関わるとして、御製の公表を阻んだとされる。後年昭和天皇は、靖国神社に参拝した折に、白川の上海事変での功績を思ったと述懐している。
墓所は松山市・鷺谷墓地。東京都港区南青山・青山霊園に分骨。
白川の後嗣は長男の義正。三男の元春は陸軍航空士官学校51期、南方軍参謀・陸軍少佐で終戦を迎える。戦後は航空自衛隊に入って空将となり、航空幕僚長、統合幕僚会議議長を歴任。

## 家族・親族
長男・白川義正の妻は永野護の長女。義正の義弟・永野健は三菱マテリアル会長、永野正は東洋パルプ副社長をそれぞれ務めた。また、永野護の弟に永野重雄、永野俊雄、伍堂輝雄、永野鎮雄、永野治などがいる。また永野家の係累を通して永山時雄・上野十蔵・朝海浩一郎・赤間文三・舟山正吉・坂野常礼などと縁戚関係にある。
長女の夫・古荘陸生は古荘幹郎の弟。

## 逸話
- 同郷の先輩である陸軍大将秋山好古は白川を可愛がり「白川、勉強しているか」と、白川が陸軍大将になった後もいつも声をかけていた逸話が残っている。また好古が糖尿病で入院した時も見舞いに行っている。
- 好古の弟・秋山真之とも同郷で交流があった。

## 栄典
位階
- 1892年（明治25年）2月3日 - 正八位[8][9]
- 1894年（明治27年）10月10日 - 従七位[8][10]
- 1898年（明治31年）4月16日 - 正七位[8][11]
- 1903年（明治36年）7月10日 - 従六位[8][12]
- 1907年（明治40年）5月20日 - 正六位[8][13]
- 1910年（明治43年）2月21日 - 従五位[8][14]
- 1915年（大正4年）3月20日 - 正五位[8][15]
- 1919年（大正8年）2月28日 - 従四位[8][16]
- 1921年（大正10年）3月30日 - 正四位[8][17]
- 1924年（大正13年）5月15日 - 従三位[8][18]
- 1927年（昭和2年）6月1日 - 正三位[8][19]
- 1932年（昭和7年）5月26日 - 従二位（没後追叙）[20]

爵位
- 1932年（昭和7年）5月23日 - 男爵[8][21]

勲章等
| 受章年                     | 略綬 | 勲章名                       | 備考         |
| -------------------------- | ---- | ---------------------------- | ------------ |
| 1895年（明治28年）11月28日 |      | 勲六等単光旭日章             |              |
| 1902年（明治35年）11月29日 |      | 勲五等瑞宝章                 |              |
| 1906年（明治39年）4月1日   |      | 功三級金鵄勲章               |              |
| 1906年（明治39年）4月1日   |      | 勲四等旭日小綬章             |              |
| 1906年（明治39年）4月1日   |      | 明治三十七八年従軍記章       |              |
| 1914年（大正3年）5月16日   |      | 勲三等瑞宝章                 |              |
| 1920年（大正9年）1月30日   |      | 勲二等瑞宝章                 |              |
| 1920年（大正9年）11月1日   |      | 旭日重光章                   |              |
| 1920年（大正9年）11月1日   |      | 大正三年乃至九年戦役従軍記章 |              |
| 1922年（大正11年）11月1日  |      | 勲一等旭日大綬章             |              |
| 1932年（昭和7年）5月26日   |      | 旭日桐花大綬章               | （没後叙勲） |
| 1932年（昭和7年）5月26日   |      | 功二級金鵄勲章               | （没後叙勲） |

外国勲章佩用允許
| 受章年                    | 国籍             | 略綬 | 勲章名                                 | 備考 |
| ------------------------- | ---------------- | ---- | -------------------------------------- | ---- |
| 1915年（大正4年）12月2日  | 中華民国         |      | 二等嘉禾章                             |      |
| 1922年（大正11年）5月25日 | ルーマニア王国   |      | 王冠勲章グランクロア                   |      |
| 1928年（昭和3年）7月26日  | 中華民国         |      | 一等文虎勲章                           |      |
| 1929年（昭和4年）3月29日  | フランス共和国   |      | レジオンドヌール勲章グランオフィシエー |      |
| 1929年（昭和4年）6月3日   | イギリス帝国     |      | ヴイクトリア勲章ナイトグランドクロッス |      |
| 1930年（昭和5年）10月9日  | ポーランド共和国 |      | オドロゼニアポルスキー勲章グランクロア |      |